# Ikarus 272
Ikarus 272 — городской одиночный заднеприводный автобус большой вместимости, представленный в 1977 году венгерской фирмой Ikarus.

## Описание
Впервые Ikarus 272 был представлен в 1977 году. Автобус был разработан на шасси MAN 16.240 FOC. 
Ikarus 272 является пригородным автобусом, выпускавшимся, в основном, для Иордании. Он имеет две автоматические ширмовые двери. Передняя дверь автобуса двустворчатая, а задняя — четырёхстворчатая.
Формула дверей — 2—0—4.

## Технические характеристики
Ikarus 272 оснащён шестицилиндровым дизельным двигателем MAN D2566 MXFO мощностью 241 л. с.